# Уграда
Уграда (рос. Уграда) — присілок в Псковському районі Псковської області Російської Федерації.
Населення становить 594 особи. Входить до складу муніципального утворення Завеличенська волость.

## Історія
Від 2015 року входить до складу муніципального утворення Завеличенська волость.

## Населення
| 2001 | 2002 | 2010 | 2014 |
| ---- | ---- | ---- | ---- |
| 469  | ↗502 | ↗537 | ↗594 |